# Aegialodon dawsoni
Aegialodon dawsoni byl drobný pravěký savec, žijící v období spodní křídy (asi před 136 miliony let). Jeho fosilizované zuby byly objeveny nedaleko lokality Cliff End u Hastings ve východním Sussexu ve Velké Británii.

## V populární kultuře
Aegialodon je jednou z "postav" románu Roberta T. Bakkera Červený raptor. Zde je zobrazen jako agilní požírač štírů a jiných členovců, zároveň však také jako dávný předek člověka (což však není jisté).